# Pfeiffer Georgi
Pfeiffer Zara Georgi (Berkeley, 27 settembre 2000) è una ciclista su strada e pistard britannica, che corre per il Team DSM.

## Palmarès

### Strada
- 2017 (Juniores, una vittoria)

Gent-Wevelgem Junior
- 2018 (Juniores, cinque vittorie)

Trofeo Da Moreno-Piccolo Trofeo Alfredo Binda
2ª tappa Healthy Ageing Tour Junior (Het Hogeland > Winsum)
Classifica generale Healthy Ageing Tour Junior
1ª tappa Watersley Ladies Challenge (Sittard > Sittard)
Classifica generale Watersley Ladies Challenge
- 2021 (Team DSM Women, due vittorie)

La Choralis Fourmies
Campionati britannici, Prova in linea
- 2022 (Team DSM Women, una vittoria)

Campionati britannici, Cronometro Under-23
- 2023 (Team DSM Women, quattro vittorie)

Classic Brugge-De Panne femminile
Dwars door de Westhoek
Campionati britannici
Binche Chimay Binche pour Dames
- 2024 (Team dsm-firmenich PostNL, una vittoria)

Campionati britannici, Prova in linea

#### Altri successi
- 2017 (Juniores)

Classifica a punti EPZ Omloop van Borsele
Classifica giovani EPZ Omloop van Borsele
- 2021 (Team DSM Women)

Classifica giovani Holland Ladies Tour
- 2022 (Team DSM Women)

Classifica giovani Baloise Ladies Tour

### Pista
- 2017

Campionati britannici, Americana Junior (con Anna Docherty)
Campionati britannici, Americana Elite (con Anna Docherty)
- 2018

Campionati britannici, Corsa a punti Junior

## Piazzamenti

### Grandi giri
- Tour de France

2022: 50ª
2023: 61ª
2024: ritirata (5ª tappa)

### Competizioni mondiali
- Campionati del mondo su strada

Bergen 2017 - Cronometro Junior: 7ª
Bergen 2017 - In linea Junior: 6ª
Innsbruck 2018 - Cronometro Junior: 4ª
Innsbruck 2018 - In linea Junior: 11ª
Fiandre 2021 - Cronometro Elite: 25ª
Fiandre 2021 - In linea Elite: 35ª
Wollongong 2022 - In linea Elite: 16ª
Wollongong 2022 - In linea Under-23: 2ª
Glasgow 2023 - Staffetta mista: 4ª
Glasgow 2023 - In linea Elite: 28ª
- Campionati del mondo su pista

Aigle 2018 - Inseguimento a squadre Junior: 3ª
- Giochi olimpici

Parigi 2024 - In linea: 5ª

### Competizioni europee
- Campionati europei su strada

Alkmaar 2019 - In linea Under-23: 8ª
Drenthe 2023 - In linea Elite: 4ª
- Campionati europei su pista

Anadia 2017 - Corsa a eliminazione Junior: 3ª
Monaco di Baviera 2022 - Americana Elite: 4ª
Monaco di Baviera 2022 - Omnium Elite: 8ª
Monaco di Baviera 2022 - Corsa a eliminazione Elite: 2ª